# Jedle Mariesova
Jedle Mariesova (Abies mariesii) je jehličnatý strom z čeledi borovicovité, rostoucí v Japonsku a blízký příbuzný americké jedle líbezné.

## Synonyma
- Abies mariesii forma hayachinensis
- Pinus mariesii.

## Popis
Stálezelený, jehličnatý a pomalu rostoucí strom, dorůstající 15–30 m. Kmen je rovný. Koruna je oválná či seshora plochá. Borka je zprvu šedá až stříbrnošedomodrozelená, hladká a později téměř bílá. Pupeny jsou kulovité, mírně pryskyřičnaté, červenohnědošedé. Letorosty jsou pouze zpočátku chlupaté, hnědočervenošedé. Jehlice se překrývají, na horních stranách větví směřují vpřed a na spodních jsou hřebenovitě uspořádané a překrývající se; jsou 0,8–2 cm dlouhé a 2-2,5 mm široké, seshora rýhované a světle zelené, šedivě žlutobílé vespod, široké, bez průduchů na horních površích a se 7 řadami průduchů na spodních površích, na koncích zaoblené. Samčí šištice jsou červenožluté a krátké. Samičí šištice (šišky) jsou 7–15 cm dlouhé a 4–5 cm široké, elipsoidní, zakulacené na obou koncích, se zploštělým vrcholem, zpočátku tmavomodré a později černočervenohnědé. Semena jsou žlutočervená, s dlouhým, purpurově hnědým, křídlem.

## Příbuznost
Jedle Mariesova je blízce příbuzná jedli líbezné.

## Výskyt
Japonsko - endemicky na ostrově Honšú (pohoří Hakkóda).

## Ekologie
Vysokohorský strom rostoucí v nadmořských výškách 1000–2800 m. Půdy jsou většinou vulkanického původu, často podzoly, taktéž často mesické, pH půdy je kyselé až neutrální, půdy jsou vlhké ale současně dobře odvodňované. Klima je studené a vlhké, zimy s velkým množstvím sněhu a léta chladná a vlhká, s průměrným množstvím srážek nad 2000 mm. Časté tajfuny snižují maximální věk jedinců jedle Mariesovy opakovanou likvidací její populace. Strom je mrazuvzdorný do -23 °C, nesnáší znečištění ovzduší a sucho, není nicméně náročný na světlo, dokáže růst ve stínu, polostínu a na přímém slunci. Jedle Mariesova tvoří někdy samostatné jednodruhové porosty, častěji ale roste smíšeně s jehličnatými stromy – jedlí Veitchovou, jedlovcem různolistým (Tsuga diversifolia), smrkem ajanským (Picea jezoensis varieta hondoensis), borovicí zakrslou, jalovcem obecným (Juniperus communis varieta nipponica) ale i listnatými stromy – břízou Ermanovou, jeřábem Sorbus commixta a dalšími.

## Využití člověkem
Dřevo je pevné a lehké, občas se používá ve stavebnictví, na kuchyňské nářadí a dřevovinu, nicméně díky tomu, že strom roste v nepřístupných horských oblastech, je využití pro dřevo málo časté. V hortikultuře je využíván pouze vzácně a je pěstován pouze v arboretech a botanických zahradách.

## Ohrožení
Strom není považován organizací IUCN za ohrožený a žádné hrozby nejsou známy , stav jeho populace je stabilní, díky vysoké regenerační schopnosti a výskytu v nepřístupných oblastech. Strom není proto chráněn, nicméně části jeho populace se vyskytují v několika chráněných oblastech.

## Galerie

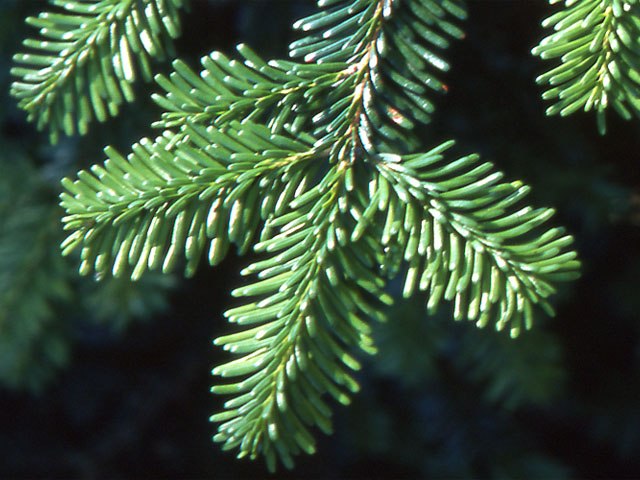
Jedle Mariesova, jehlice.
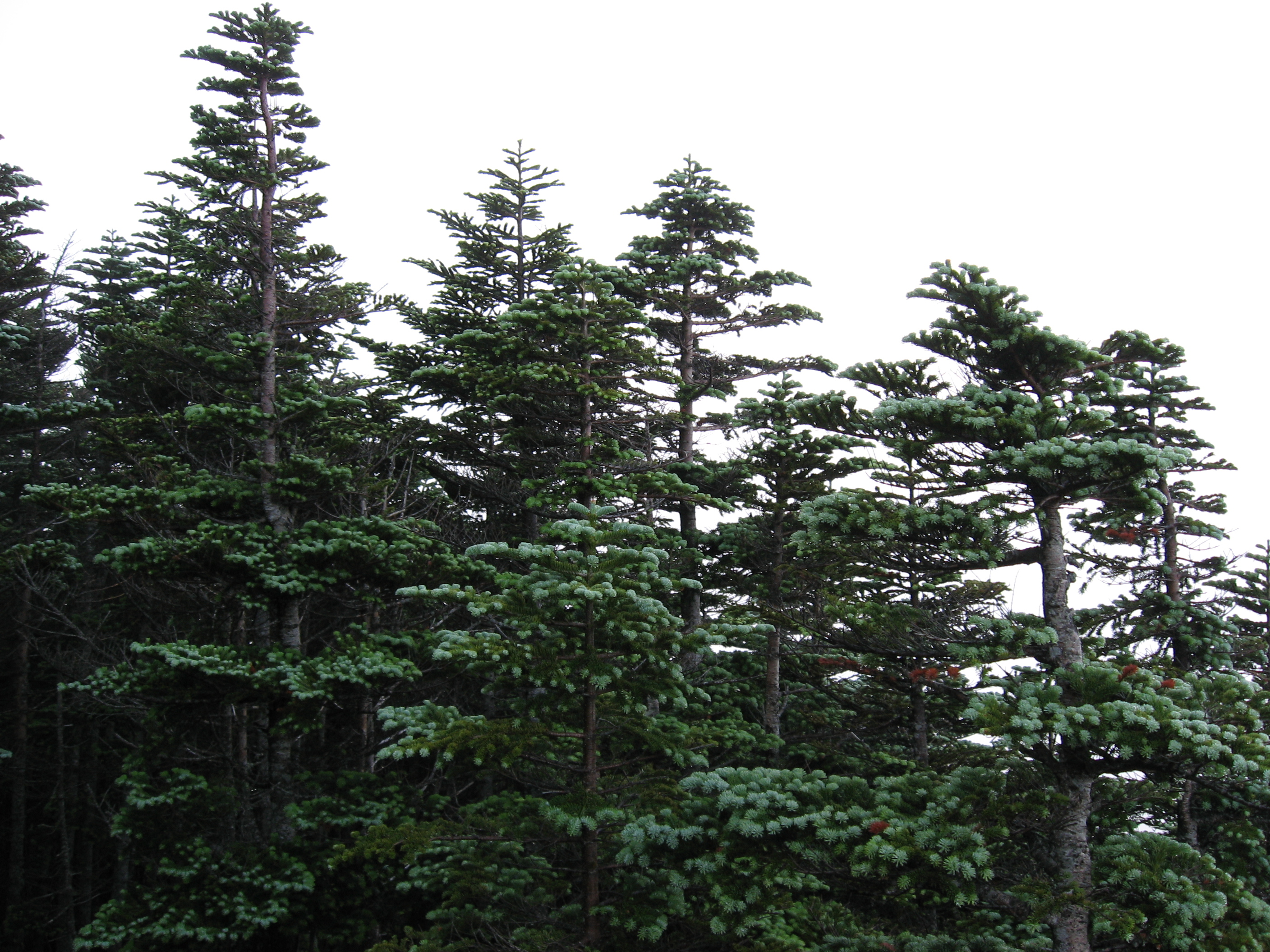
Jedle Mariesova, les.